# Valeriano Domínguez Bécquer

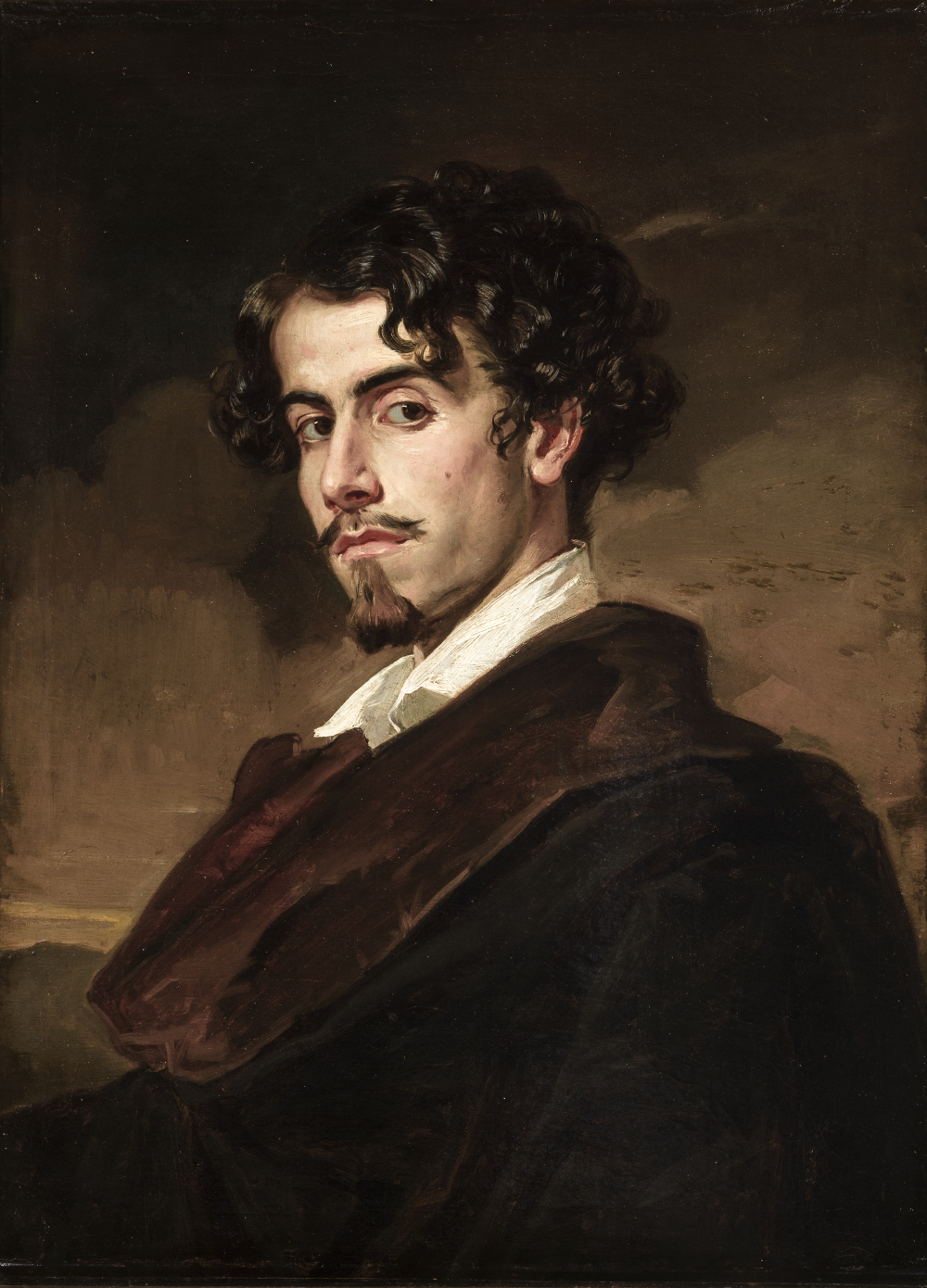
Portret przedstawiający brata artysty Gustava Adolfa Bécquera, 1862, Muzeum Sztuk Pięknych w Sewilli

Valeriano Domínguez Bécquer – hiszpański malarz tworzący w XIX wieku.
Pochodził z rodziny artystów, jego ojciec José Domínguez Bécquer i wuj Joaquín Domínguez Bécquer również byli malarzami, a brat Gustavo Adolfo Bécquer był poetą. Do malarstwa wprowadził go ojciec, a po jego przedwczesnej śmierci w 1841 r. naukę i wychowanie obu braci przejął wuj Joaquín. Ożenił się z Winnfred Coglan, córką irlandzkiego marynarza. Mieli razem dwoje dzieci, jednak w małżeństwie nie układało się dobrze i rozstali się oficjalnie już w 1862 roku.
W 1856 w ślad za bratem udał się do Madrytu, gdzie szybko zintegrował się z artystyczną śmietanką stolicy. Jego nauczycielem był przyjaciel Gustava, José Casado del Alisal, który wprowadził go do madryckich artystycznych kręgów i pomógł mu otrzymać pierwsze zamówienia w stolicy. Razem z bratem podróżował po Hiszpanii, odwiedzili m.in. Aragonię, Kastylię, Nawarrę i Kraj Basków.
W 1864 otrzymał od rządu zamówienie na serię obrazów, które przedstawiałyby lokalne święta, zwyczaje i ludowe stroje z różnych regionów Hiszpanii. W ten sposób powstały dzieła takie jak El baile, Fiesta popular del Moncayo o Costumbres españolas de la provincia de Soria. Ta praca znacznie polepszyła sytuację finansową artysty, jednak projekt został zawieszony przez nowo powstały rząd.
Pracował jak rysownik i ilustrator w ważnych czasopismach takich jak La Ilustración Española y Americana, El Museo Universal i El Arte en España. Przypisuje mu się też autorstwo literackiego dzieła Los borbones en pelota.
Wyróżniał się jak portrecista, m.in. El pintor carlista y su familia oraz jego najbardziej znane dzieło, portret brata Gustavo Adolfo Bécquer. Obraz ten posłużył jako model do wykonania popiersia poety, które można oglądać w Park Marii Luisy w Sewilli. Został również użyty jako jeden z motywów na banknocie 100-pesetowym używanym w drugiej połowie XIX wieku.
Zmarł 23 września 1870 w swoim domu w Madrycie, kilka miesięcy później zmarł jego brat Gustavo.